# 롬포바탕언덕쥐
롬포바탕언덕쥐(Bunomys coelestis)는 쥐과에 속하는 설치류의 일종이다. 인도네시아 술라웨시섬 남서부 지역에서만 발견되며, 롬포바탕 산에서만 서식한다. 자연 서식지는 아열대 또는 열대 기후 지역의 건조림이다. 서식지 감소로 위협을 받고 있다.